# Uragan-K1 1
Uragan-K1 1 – rosyjski satelita nawigacyjny systemu GLONASS; pierwszy z dwóch prototypowych statków III generacji tego systemu.
Od swoich poprzedników Głonass-K1 różni się zastosowaniem nowocześniejszych rozwiązań, dłuższym okresem operacyjności (10 lat zamiast 7), większą liczbą kanałów nawigacyjnych (5 zamiast 2) czy samym rozmiarem i masą (masa własna 750 kg zamiast 1450 kg w porównaniu do egzemplarzy drugiej generacji GLONASS-M).